# 紫穗鹅观草
紫穗鹅观草（学名：Roegneria purpurascens）为禾本科鹅观草属下的一个种。其种加词“purpurascens”意为“有点紫色的”。
现接受名为紫穗鹅观草（Elymus purpurascens (Keng) S.L.Chen, 2006）。